# Улрих Цељски и Владислав Хуњади
Улрих Цељски и Владислав Хуњади је српски играни филм сниман 1911. године у режији Чича Илије Станојевића. После филма Живот и дела бесмртног вожда Карађорђа представља најстарији српски филм иако је заправо снимљен пре приказан је после њега 1. децембра 1911. а Живот и дела бесмртног вожда Карађорђа је приказан 23. октобра 1911. године и зато се у српској историји филма води као други српски филм.

## Улоге
| Глумац                | Улога                 |
| --------------------- | --------------------- |
| Чича Илија Станојевић | Улрих Цељски          |
| Добрица Милутиновић   | Владислав Хуњади      |
| Драгољуб Сотировић    | Краљ Ладислав         |
| Теодора Арсеновић     | Марија Горјански      |
| Вукосава Јурковић     | Јелисавета Свилојевић |